# Rose Lok
Rose Lok, död 1613, var en engelsk entreprenör och memoarskrivare. 
Hon skrev en skildring av sitt liv i exil som landsflyktig protestant under Maria I:s regeringstid 1553-1558. 